# L'uomo di marmo
L'uomo di marmo (Człowiek z marmuru) è un film del 1977 diretto dal regista Andrzej Wajda.

## Trama
Agnieszka è una giovane regista TV che sta scrivendo una tesi di laurea sull'eroe stakanovista Mateusz Birkut, muratore impegnato nella costruzione di Nowa Huta a Cracovia. Il lavoro di Agnieszka è via via ostacolato, visto che l'eroe Mateusz Birkut si era progressivamente compromesso agli occhi del regime.
Agnieszka, nonostante la lunga ricerca, non riesce a trovare una conclusione alla storia. Invitata a interrompere il lavoro, verrà infine espulsa dall'Accademia del Cinema per la sua insistenza.
Il film rappresenta l'antefatto de L'uomo di ferro, premiato con il Premio Flaiano per la sceneggiatura del 1979 e con la Palma d'oro a Cannes nel 1981: in questa pellicola si racconta del figlio di Birkut, protagonista degli scioperi ai cantieri navali di Danzica nel 1980.

## Accoglienza
Il linguaggio cinematografico è uno degli aspetti valutati in questo film, da K.S. Karol, che nella prefazione della sceneggiatura a L'Uomo di marmo edito da Feltrinelli parla di thrilling, a Georges Sadoul che scrive di un «film nel film che mette a confronto tra l'altro due modi diversi di fare cinema con il contrasto tra il vecchio e il nuovo rimarcando l'uso quasi contrapposto della tecnica cinematografica».